# Angelo Lorenzo Crespi
Angelo Lorenzo Crespi (Busto Arsizio, 10 luglio 1968) è un giornalista, critico d'arte, saggista e drammaturgo italiano.

## Biografia
Da sempre si occupa di arte e di gestione di istituzioni culturali e museali; ha rivestito la carica di Presidente del museo di arte moderna e contemporanea MAGA di Gallarate; è stato Direttore scientifico e Presidente di Valore Italia-Scuola di restauro di Botticino, consigliere di amministrazione della Fondazione ADI-collezione Compasso d'oro. Da luglio 2023 è membro del comitato scientifico della Fondazione Musei Civici di Venezia. 
Dal giugno 2008 al marzo 2011 ha ricoperto la carica di consigliere del Ministro dei Beni e delle Attività Culturali Sandro Bondi. È stato Presidente di Palazzo Te a Mantova (2011-2014), consigliere di amministrazione del Piccolo Teatro di Milano (2018-2023), della Fondazione Triennale di Milano (2009-2014), della Triennale Servizi srl di Milano (2015-2021), de La Società per le Belle Arti ed Esposizione Permanente di Milano (2010-2013).
Laureato in Giurisprudenza, giornalista professionista dal 2001, ha collaborato alle pagine culturali de Il Foglio e de Il Giornale e alla pagina "Commenti e Opinioni" del Corriere della Sera. Dall'ottobre 2002 al novembre 2009 ha diretto il settimanale di cultura Il Domenicale. Dal novembre 2014 al luglio 2016 è stato direttore de il Giornale OFF, l'inserto culturale de il Giornale. Ha insegnato Storia del giornalismo all'Università Cattolica del Sacro Cuore dal 2005 al 2013. Dal 2013 al 2019 è stato docente di Elementi giuridici ed economici dell’arte all'Accademia di Belle Arti "Aldo Galli" di Como.
Nel 2014 ha scritto la drammaturgia dello spettacolo teatrale Nerone. Duemila anni di calunnie che ha debuttato al Teatro Manzoni di Milano. Nel 2015, ha scritto la commedia La grande guerra di Mario, che ha debuttato sempre al Teatro Manzoni di Milano, in cui si celebra il ricordo dell'anniversario della prima guerra mondiale. Nel 2016 ha scritto la commedia D'Annunzio Segreto, sulla vita di Gabriele d'Annunzio, che è stata rappresentata in prima nazionale al Teatro Quirino di Roma.
Da gennaio 2024 ricopre la carica di direttore generale della Pinacoteca di Brera di Milano, succedendo a James M. Bradburne. Nello stesso anno porta a teatro Inimitabili: Mazzini, d'Annunzio, Marinetti, scritto con Edoardo Sylos Labini.

## Opere
- La professione giornalistica in Europa, EduCatt Università Cattolica, 2001
- Contro la Terza pagina, BvS edizioni, 2004
- Ragione e passione: contro l'indifferenza, con Vittorio Sgarbi, Bompiani, 2007
- Contemporary tales. Elisabeth Strigini. Selected works, con Chiara Gatti, 24 Ore cultura, 2012
- Ars Attack. Il bluff del contemporaneo, Johan&Levi, 2013
- Massimiliano Alioto. Codex corruptionis, con Margherita Fontanesi, Maretti editore, 2013
- Roberto Floreani. Ricordare, Vanillaedizione, 2015
- Mr. Savethewall. The story, con Chiara Canali, Vanillaedizioni, 2015
- 100 anni di arte immonda, ed. il Giornale, 2017
- Costruito da dio. Perché le chiese contemporanee sono brutte e i musei sono diventati le nuove cattedrali, Johan&Levi, 2017
- Giuseppe Veneziano. Mash-up, con Ivan Quaroni, Skira, 2018
- Alessandro Busci. Rust, Imago Art Gallery, 2018
- Ciro Palumbo. The Strength of Gods and Heroes, Canova editore, 2018
- Luciano Ventrone. Il limite del vero. Dall'astrattismo all'astrazione, Cambi editore, 2019
- Nostalgia della bellezza. Perché l'arte contemporanea ama il brutto e il mercato ci specula sopra, Giubilei Regnani editore, 2021
- Giacinto Bosco. Doppio Sogno, Electa editore, 2022
- Marco Cornini. Wonder of love, Electa editore, 2022
- The importance of Luigi Pericle, in Luigi Pericle the rediscovered master, Aragno editore, 2022
- IO TU IO. Renato Vernizzi e Luca Vernizzi: un secolo di ritratti, edizioni Monte Università Parma, 2022
- Alex Folla. Sacro Rock, ed. Fondazione Maimeri, 2023
- Rodolfo Bonetto. Il ritmo del design, ed. ADI Design Museum, 2023

## Riconoscimenti
- 2008, Leggio d'oro, Premio alla voce della cultura[11]